# 侍戦隊シンケンジャー/四六時夢中シンケンジャー
「侍戦隊シンケンジャー / 四六時夢中シンケンジャー」（さむらいせんたいシンケンジャー / しろくじむちゅうシンケンジャー）は、サイキックラバー（Project.R）、高取ヒデアキ・Z旗（Project.R）によるシングル。2009年3月18日にコロムビアミュージックエンタテインメントから発売された。

## 概要
スーパー戦隊シリーズ第33作『侍戦隊シンケンジャー』の劇中歌を集めたシングル。通常盤と30000枚完全限定生産盤の2種リリース。完全限定生産盤は特別収納箱「秘伝動画からくり箱」仕様。2曲のボーナストラック付き。レコチョクの「燃えるスーパー戦隊主題歌名曲ランキング」では1位を獲得した。

## 収録曲
1. 侍戦隊シンケンジャー [3:49]
歌：サイキックラバー
作詞：藤林聖子、作曲：YOFFY、編曲：Project.R（大石憲一郎・サイキックラバー） 第四・十二・十四・十八・二十八・三十・四十三幕では挿入歌として第三十幕のみインストゥルメンタル版を使用。
  - テレビ朝日系『侍戦隊シンケンジャー』オープニングテーマ
2. 四六時夢中シンケンジャー [3:27]
歌：高取ヒデアキ、演奏：Z旗
作詞：藤林聖子、作曲：高取ヒデアキ、編曲：Project.R（籠島裕昌）
  - テレビ朝日系『侍戦隊シンケンジャー』エンディングテーマ
3. 侍戦隊シンケンジャー（オリジナル・カラオケ） [3:49]
4. 四六時夢中シンケンジャー（オリジナル・カラオケ） [3:27]
5. 斗え!シンケンジャー [3:26]
歌：高取ヒデアキ
作詞：高取ヒデアキ、作曲：IMAJO、編曲：Project.R（大石憲一郎）
テレビ朝日系『侍戦隊シンケンジャー』挿入歌。完全限定盤のみ収録
6. 侍合体!シンケンオー! [4:02]
歌：串田アキラ
作詞：桑原永江、作曲：高木洋、編曲：Project.R（大石憲一郎）
テレビ朝日系『侍戦隊シンケンジャー』挿入歌。完全限定盤のみ収録

## 参加ミュージシャン
- ギター：IMAJO（#5 - 6）
- ベース：Toshi（#5 - 6）
- ドラム：そうる透（#5 - 6）

## 収録アルバム
侍戦隊シンケンジャー
- PSYCHIC LOVER II（サイキックラバー）

四六時夢中シンケンジャー
- TAKATORI HIDEAKI BEST ALBUM 参上!（高取ヒデアキ）